# Финтинеле (Алба)
Финтинеле (рум. Fântânele) — село у повіті Алба в Румунії. Входить до складу комуни Черу-Бекеїнць.
Село розташоване на відстані 283 км на північний захід від Бухареста, 24 км на захід від Алба-Юлії, 87 км на південь від Клуж-Напоки.

## Населення
За даними перепису населення 2002 року у селі проживала 21 особа, усі — румуни. Усі жителі села рідною мовою назвали румунську.